# Coccophagus aurantifrons
Coccophagus aurantifrons är en stekelart som först beskrevs av Compere 1936.  Coccophagus aurantifrons ingår i släktet Coccophagus och familjen växtlussteklar. Inga underarter finns listade i Catalogue of Life.